# Alois Wipplinger
Alois Wipplinger (ur. 1903, zm. ?) – zbrodniarz hitlerowski, SS-Scharführer, członek załogi niemieckiego obozu koncentracyjnego Dachau.
Członek Waffen-SS od 20 maja 1940 roku. Od stycznia 1941 do 24 kwietnia 1945 roku pełnił służbę w obozie głównym Dachau i podobozach Heppe, Heim, Valepp, Neu Aubing, Kaufering II i Utting (w tym ostatnim podobozie od 16 grudnia 1944). Sprawował stanowiska asystenta Blockführera, Blockführera i kierownika obozu. Współodpowiedzialny za zbrodnie popełnione na więźniach kompleksu obozowego Dachau, między innymi za ich bicie i wykonywanie ciężkich kar (między innymi kary chłosty).
Po zakończeniu wojny Wipplinger został osądzony przez amerykański Trybunał Wojskowy w dniach 2–5 grudnia 1946 roku. Skazany został na dożywotnie pozbawienie wolności.